# Егоршино (станция)
Его́ршино — узловая станция Свердловской железной дороги в городе Артёмовском Свердловской области России.

## Название
Село Егоршино известно с 1665 года и сыграло важную роль в истории Урала, закрепившись в ряде топонимов и других названий, например, в его честь называется магистральная улица Егоршинский подход в Екатеринбурге. Город Артёмовский был образован в 1938 году путём слияния села Егоршина с посёлком имени Артёма. Название Егоршино при этом сохранилось за станцией, соответствующее пригородное железнодорожное направление из Екатеринбурга также называется Егоршинским.

## Описание станции
Узел, расположенный на пересечении железнодорожного хода Екатеринбург — Устье-Аха (однопутный, на тепловозной тяге) и меридионального участка Каменск-Уральский — Богданович — Алапаевск — Нижний Тагил Восточно-Уральского железнодорожного хода (южная часть до станции Рефт двухпутная, далее однопутная; электрифицирован постоянным током 3 kV). 
Пригородное сообщение с Екатеринбургом, Нижним Тагилом, Алапаевском, Туринском (ст. Туринск-Уральский), Каменском-Уральским, Рефтинским, Буланашем и Богдановичем. Пассажирское сообщение представлено единственным пассажирским поездом местного сообщения № 610 Екатеринбург — Устье-Аха
Станция относится к Екатеринбургскому региону обслуживания Свердловской железной дороги. В пределах станции расположено локомотивное депо Егоршино.